# Serruria inconspicua
Serruria inconspicua är en tvåhjärtbladig växtart som beskrevs av L. Guthrie & Salter. Serruria inconspicua ingår i släktet Serruria och familjen Proteaceae. Inga underarter finns listade i Catalogue of Life.